# Cryptanthus caracensis
Espèce
Cryptanthus caracensis est une espèce de plantes de la famille des Bromeliaceae, endémique du Brésil et décrite en 1992.

## Distribution
L'espèce est endémique de l'État de Minas Gerais à l'est du Brésil.

## Description
Selon la classification de Raunkier, l'espèce est hémicryptophyte.